# Gare de Mezzana
Gare de Mezzana – stacja kolejowa w Sarrola-Carcopino, w departamencie Korsyka Południowa, w regionie Korsyka, we Francji.
Jest to przystanek Chemins de fer de la Corse (CFC), obsługiwany przez pociągi TER Corse.

## Położenie
Znajduje się na wysokości 56 m n.p.m., na wąskotorowej (1000 mm) linii Bastia – Ajaccio, pomiędzy stacjami Carbuccia i Campo dell'Oro.

## Linie kolejowe
- Bastia – Ajaccio